# فندق (سرده)
فندقیان یا کوری‌لوس (نام علمی: Corylus) سرده‌ای از درخت و درختچه‌های برگریز است که بومی مناطق معتدل نیم‌کره شمالی می‌باشد. این سرده معمولاً در کنار درخت توس در خانواده توسکایان قرار می‌گیرد، اگرچه برخی از گیاه‌شناسان فندقیان را (به همراه ممرزیان و گونه‌های آن) در خانواده‌ای مجزا از توسکایان رده‌بندی می‌کنند.
آنها دارای برگ‌های ساده گرد، با حاشیه دندانه‌دار هستند. گل‌های آن خیلی زود در بهار و پیش از رویش برگ‌ها تولید می‌شوند. 

## نگارخانه

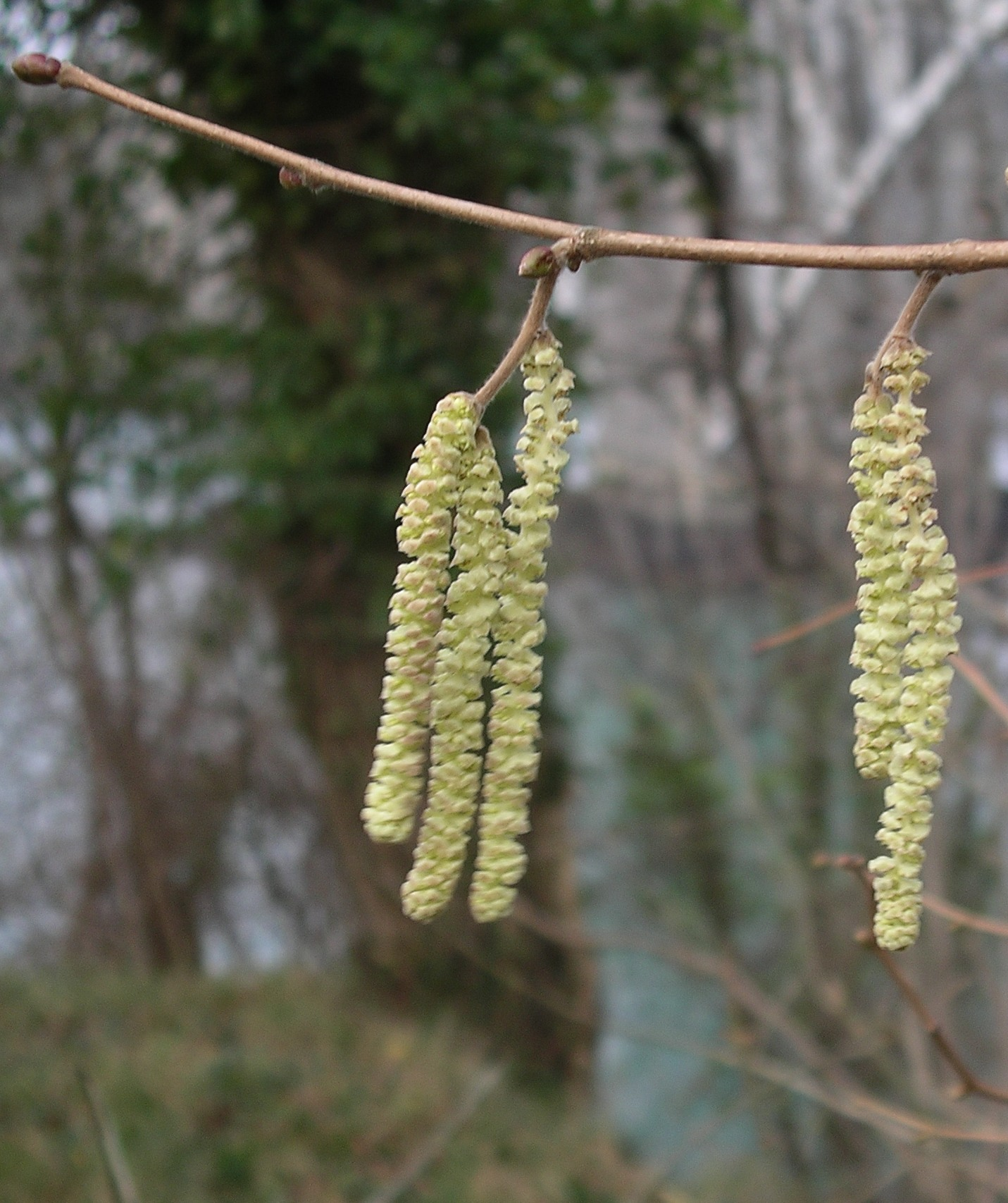
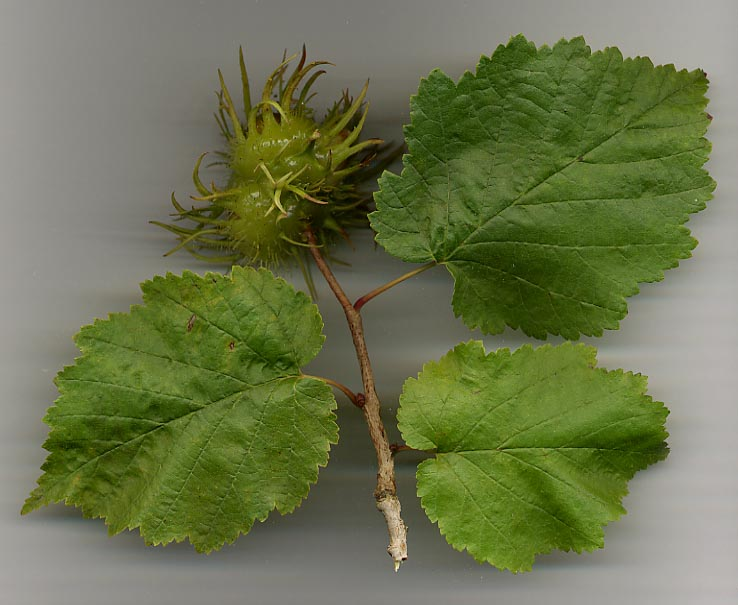
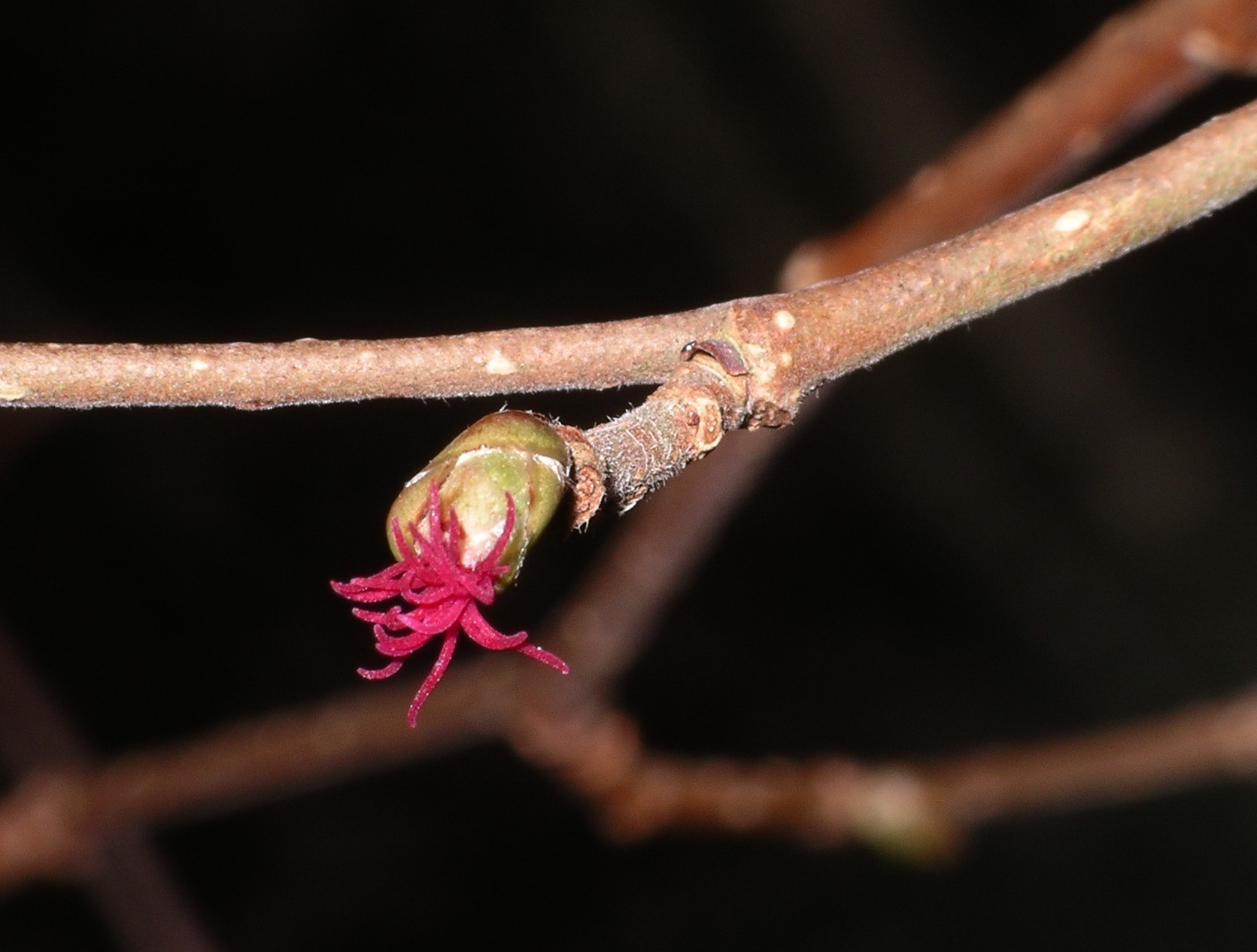

## گونه‌ها
- فندق Corylus avellana
- فندق آمریکایی Corylus americana
- فندق بزرگ Corylus maxima
- فندق بیزانسی Corylus colurna
- فندق چینی Corylus chinensis
- فندق نوک‌دار Corylus cornuta
- Corylus colchica
- Corylus colurnoides
- Corylus fargesii
- Corylus ferox
- Corylus heterophylla
- Corylus jacquemontii
- Corylus potaninii
- Corylus sieboldiana
- Corylus wangii
- Corylus wulingensis
- Corylus yunnanensis